# Франкократия
Франкократия (на гръцки: Φραγκοκρατία – управление на франките), известна също като Латинократия (на гръцки: Λατινοκρατία – управление на латините) и Венетократия (на гръцки: Βενετοκρατία – управление на венецианците), е период в историята на Византия от Четвъртия кръстоносен поход, когато се създават редица кръстоносни държави на нейна територия, до османското завоюване.
От този период датира управлението на венецианците на някои бивши византийски земи, като Корфу, което продължава до самия край на Венецианската република.